# Дзвінкий ретрофлексний дрижачий
Дзвінкий ретрофлексний дрижачий  — тип приголосного звука, що існує в деяких людських мовах. Символ Міжнародного фонетичного алфавіту для цього звука — ɽr.